# Bonyad
Bonyads (em persa: بنیاد "Fundação") são fundos de caridade no Irã que desempenham um papel importante na economia iraniana. Eles controlam cerca de 20% do PIB iraniano e perdem apenas para a indústria petrolífera em manufatura, comércio e desenvolvimento imobiliário no Irã. Em 2010, a maior instituição beneficente era a Fundação Mostazafan, com valor aproximado de US$ 10 bilhões. Além de grandes instituições beneficentes nacionais como a Fundação Mostazafan, existem inúmeras instituições beneficentes afiliadas a clérigos locais em "quase todas" as cidades iranianas. Todas respondem apenas ao Líder Supremo do Irã. Em 2008, as instituições beneficentes empregavam entre 400.000 e 5 milhões de iranianos.
Tecnicamente, organizações beneficentes religiosas, elas evoluíram para "monopólios privados gigantescos sem supervisão governamental" e agora são descritas como canalizando receitas para grupos que apoiam a República Islâmica, enquanto fornecem caridade limitada e inadequada aos pobres. Isentos de impostos e beneficiando de “enormes subsídios do governo”, foram chamados de “inchados” e “uma grande fraqueza da economia do Irã”, que desvia a produção para o lucrativo mercado negro.

## Contexto

### Monarquia
Fundadas como fundações reais pelo Xá Mohammad Reza Pahlavi, as bonyads originais foram criticadas por fornecer uma "cortina de fumaça de caridade" ao clientelismo, ao controle econômico, às negociações com fins lucrativos e aos negócios realizados com o objetivo de "manter o Xá no poder". Assemelhando-se mais a um conglomerado secreto do que a um fundo de caridade, essas bonyads investiram pesadamente em desenvolvimento imobiliário, como o resort da Ilha de Kish; mas os empreendimentos habitacionais e comerciais eram voltados para as classes média e alta, em vez dos pobres e necessitados.

### República Islâmica
Após a revolução iraniana de 1979, os bonyads foram nacionalizados e renomeados com a intenção declarada de redistribuir renda aos pobres e às famílias dos mártires, ou seja, aqueles mortos a serviço do país. Os bens de muitos iranianos cujas ideias ou posições sociais eram contrárias ao novo governo islâmico também foram confiscados e entregues aos bonyads sem qualquer compensação.
Hoje, existem mais de 100 bonyads e eles são criticados por muitos dos mesmos motivos que seus antecessores. Eles formam consórcios isentos de impostos, subsidiados pelo governo, que recebem doações religiosas e respondem diretamente (e somente) ao Líder Supremo do Irã. Os bonyads estão envolvidos em tudo, desde vastas plantações de soja e algodão a hotéis, refrigerantes, fabricação de automóveis e linhas de navegação. A mais proeminente, a Bonyad-e Mostazafen va Janbazan (Fundação para os Oprimidos e Deficientes), por exemplo, "controla 20% da produção têxtil do país, 40% dos refrigerantes, dois terços de todos os produtos de vidro e uma participação dominante também em azulejos, produtos químicos, pneus e alimentos".
Alguns economistas argumentam que seu presidente, e não o Ministro das Finanças ou o presidente do Banco Central, é considerado o cargo econômico mais poderoso do Irã. Além dos enormes bonyads nacionais, "quase todas as cidades iranianas têm seu próprio bonyad", afiliado a clérigos locais.
As estimativas sobre o número de pessoas empregadas pelos bonyads variam de mais de 400.000 a "até 5 milhões".
Os bonyads também desempenham um papel crucial na expansão da influência iraniana por meio de extensas atividades transnacionais e internacionais, incluindo filantropia e comércio como poder brando, além de fornecer apoio de poder duro.

## Críticas
As Bonyads são criticadas por representarem um enorme desperdício de recursos iranianos: excesso de pessoal, corrupção e, em geral, não lucratividade. Em 1999, Mohammad Forouzandeh, ex-ministro da Defesa, relatou que 80% das empresas bonyads do Irã estavam perdendo dinheiro.
O setor privado iraniano, desprotegido, tem dificuldade em competir com as empresas Bonyad, cujas conexões políticas fornecem licenças e subsídios governamentais que eliminam preocupações com a necessidade de obter lucro em muitos setores do mercado. Assim, as Bonyads, por sua própria presença, dificultam a competição econômica saudável, o uso eficiente de capital e outros recursos, e o crescimento.

### Unificação do sistema de previdência social do Irã
Como organizações de caridade, elas devem fornecer serviços sociais aos pobres e necessitados; no entanto, as bonyads não se enquadram na Lei Geral de Contabilidade do Irã e, consequentemente, não estão sujeitas a auditorias financeiras. Sem prestar contas ao governador do Banco Central, as bonyads "guardam zelosamente seus livros de olhares indiscretos". Com a falta de informações sobre mais de 100 bonyads que operam de forma independente, "o governo não sabe o quê, por que, como e a quem essa ajuda e assistência são prestadas". A falta de supervisão e controle adequados dessas fundações também prejudicou os esforços do governo na criação de um sistema de previdência social abrangente, central e unificado no país, empreendido desde 2003. O Irã tem 12 milhões de pessoas vivendo abaixo da linha da pobreza, seis milhões das quais não são sustentadas por nenhuma fundação ou organização.
Para distinguir claramente suas atividades da Organização de Seguridade Social (OSS) formal, os bonyads teriam que ser responsáveis por centros de treinamento vocacional, centros de reabilitação, centros socioeconômicos, todos os centros de reabilitação relacionados a drogas e bancos cooperativos (financiando essas atividades com suas grandes participações comerciais, que poderiam ser privatizadas). A OSS, por outro lado, poderia ser a única responsável pelo seguro-desemprego, custos de reabilitação/treinamento profissional, pensões de aposentadoria, fundos de invalidez, etc.
Em vez de organizações de caridade, os bonyads têm sido descritos como "holdings com fins mecenas que garantem a canalização de receitas para grupos e meios que apoiam o regime", mas não ajudam os pobres como classe. Outra queixa descreve-os como tendo mantido a sua missão de caridade durante a primeira década da República Islâmica, mas tendo "cada vez mais abandonado as suas funções de bem-estar social por atividades comerciais simples" desde a morte do fundador da revolução, Ruhollah Khomeini. Os bonyad locais das cidades e vilas foram acusados de, por vezes, usarem técnicas extorsivas para atrair as tradicionais doações islâmicas xiitas de 20% dos khums dos proprietários de empresas locais.

## Lista das principais instituições de caridade
- A Fundação Mostazafen da Revolução Islâmica [en], uma das maiores organizações de assistência social, é uma fundação semipública fundada em 1979 com os bens da família do último Xá. Ela opera uma ampla variedade de atividades beneficentes, com um patrimônio estimado em US$ 10 bilhões (2003).[15]

- Astan Quds Razavi [en] (Fundação do Santuário Imam Reza), com US$ 15 bilhões (2003).[15]

- Bonyad Cooperativa FARAJA
- Bonyad Cooperativa IRGC
- Fundação para Assuntos de Mártires e Veteranos [en], uma das maiores, com mais de 100 empresas. Fornece assistência social às famílias dos Mártires da Guerra Irã-Iraque.
- Fundação de Peregrinação
- Fundação de Habitação
- Fundação de Assistência Imam Khomeini [en] oferece benefícios por doença, maternidade e acidentes de trabalho a alguns trabalhadores do setor privado.
- Fundação Barakat [en]
- Execução da Ordem do Imam Khomeini [en] (Setad) tem participação em "quase todos os setores da economia iraniana, incluindo energia, telecomunicações e serviços financeiros". Ela aumenta sua riqueza confiscando "terras e propriedades de opositores do regime, incluindo opositores políticos, minorias religiosas e iranianos exilados".[16] (A Fundação Barakat é uma subsidiária da Setad)